# Rue Jean-Ferrandi
La rue Jean-Ferrandi, anciennement rue de Bagneux, est une voie du 6e arrondissement de Paris, en France.

## Situation et accès
La rue Jean-Ferrandi est une voie publique située dans le 6e arrondissement de Paris. Elle débute au 83, rue du Cherche-Midi et se termine au 100, rue de Vaugirard.
Le quartier est desservi par la ligne de métro 4 à la station Saint-Placide.

## Origine du nom
Cette voie porte depuis 1935 le nom de Jean Ferrandi (1882-1935), lieutenant-colonel, conseiller municipal du quartier.

## Historique
Cette voie qui est ouverte vers 1530 sur les terrains de Pierre de Bagneult figure sur le plan d'Albert Jouvin de Rochefort de 1672 et de Bullet de 1676 sous le nom de « rue de Bagneux ».
Elle occupait dans la première moitié du XVIIIe siècle son emplacement actuel « à un bout à la rue de Vaugirard, & l'autre au coin de la rue du Petit-Vaugirard, quartier du Luxembourg », cette dernière étant « vis-à-vis la rue des Vieilles-Thuilleries. » 
Au XIXe siècle, la rue de Bagneux débutait entre les 85 et 87, rue du Cherche-Midi et finissait entre les 104 et 106, rue de Vaugirard,. 
Elle prend sa dénomination actuelle par un arrêté du 9 août 1935.

## Bâtiments remarquables et lieux de mémoire

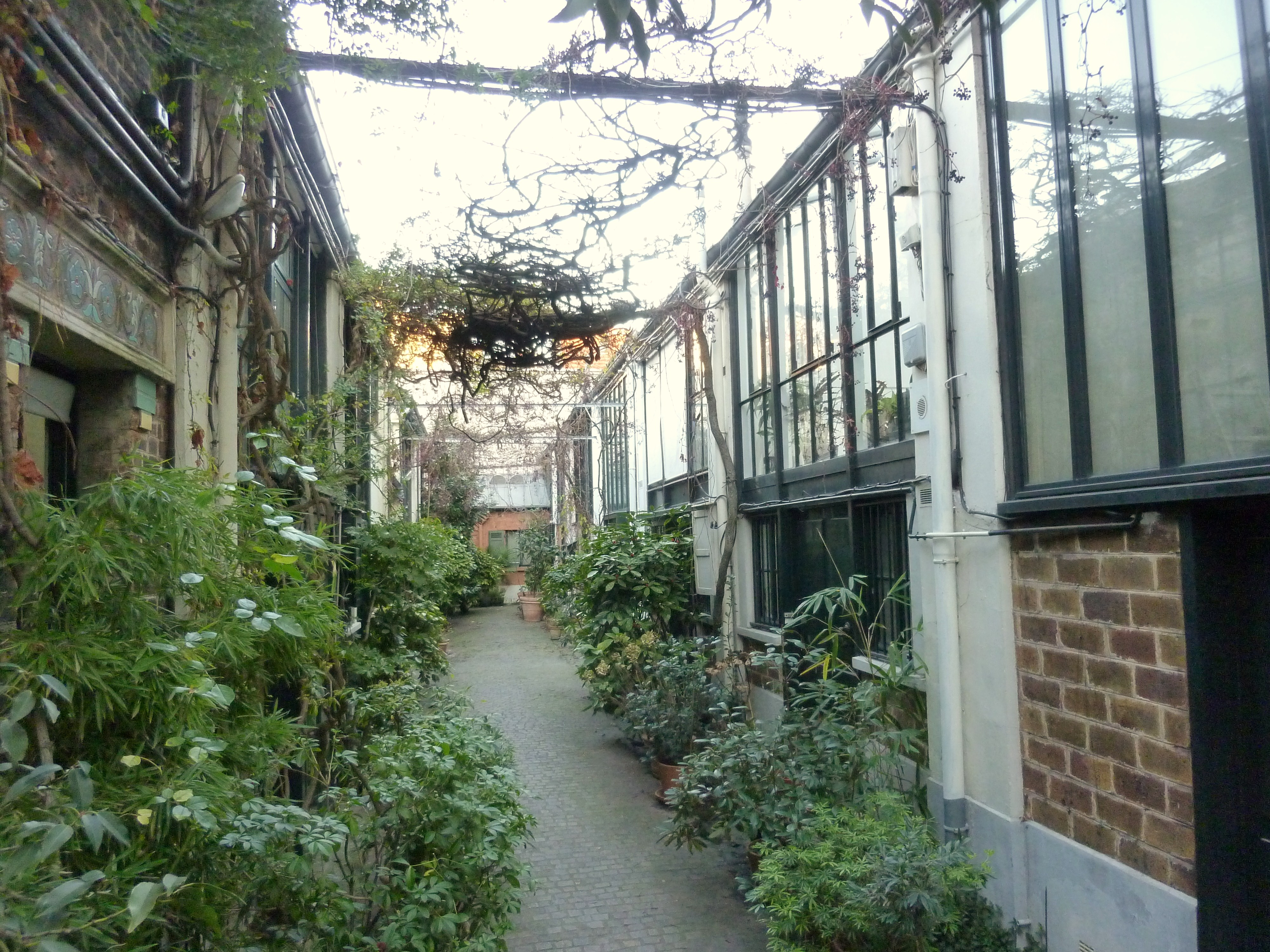
No 7, rue Jean-Ferrandi.

- Le médecin Jean Bernard (1907-2006) a vécu, enfant, dans la rue : « Mais en 1910 mes parents déménagent et viennent habiter rue de Bagneux. Cette rue, paisible et petite (...) s’appelle aujourd’hui rue Jean-Ferrandi. Notre maison, seule demeure neuve de la rue, était entourée par les ateliers d’artistes, par les jardins des établissements religieux »[5].
- No 3 bis : le peintre et sculpteur Boleslas Biegas (1877-1954) y occupe un atelier au début du XXe siècle, alors que la rue s'appelle rue de Bagneux[6]. Le sculpteur Marcel Gaumont (1880-1962), premier prix de Rome en 1908, demeurait à cette adresse[7].
- No 4 : immeuble du XVIIIe siècle (remanié au XIXe siècle), selon la publication Sites et monuments[8], ou maison de la première moitié du XIXe siècle, selon le plan local d'urbanisme (PLU)[9].
- No 5 : Félix-Alexandre Desruelles (1865-1943) y occupe un atelier en 1900[10], le sculpteur Constantin Fărâmă (1893-1965) y occupe un atelier en 1934, et Moïse Kisling (1891-1953) y occupe un atelier jusqu'en 1913[réf. nécessaire].
- No 6 : couvent des Carmes, depuis 2012.
- No 7 : cité d'artistes où, en 1895, résident les sculpteurs Paul Auban (1869-1945)[11] et Félix-Alexandre Desruelles[12]. En hiver 1909 s'y installent le peintre mexicain Diego Rivera (1886-1957) et sa future épouse, l'artiste-peintre russe Angelina Beloff (1879-1969)[réf. nécessaire]. Au début des années 1950, la sculptrice Juana Muller et le peintre Eudaldo y ont leur atelier[réf. nécessaire].
- no 9 : emplacement du domicile du peintre Eugène Chigot (1860-1923) qui y mourut[réf. nécessaire] alors que la voie était encore dénommée rue de Bagneux. Le peintre Armand Berton (1854-1927), y installa son second atelier[réf. nécessaire]. Le photographe Ferdinand Carlier (1829-1893)[13],[14]avait également son atelier au début des années 1890.
- No 10 : immeuble de style Restauration[9].
- No 11 (rue de Bagneux) : la famille du peintre-verrier et mosaïste Félix Gaudin (1851-1930) y habite lors de sa naissance[15].
C'est aussi l'adresse d'Adolphe Lavée en 1893[16].
- Nos 12 à 18 : emplacement, au XVIIIe siècle, du cimetière de Bagneux. Les ossements ont été transférés aux Catacombes. Montesquieu y fut inhumé[17].
- No 12 (rue de Bagneux): le sculpteur Jules-Aurèle L'Hommeau, ancien élève de Barrias y est domicilié en 1914[18]. Le peintre Gustave Hervigo y réside plus tard.
- No 16 (rue de Bagneux) : emplacement de la maison paternelle de l'artiste peintre Henri Place (1812-1880)[19] qui y habite encore en 1848[20].

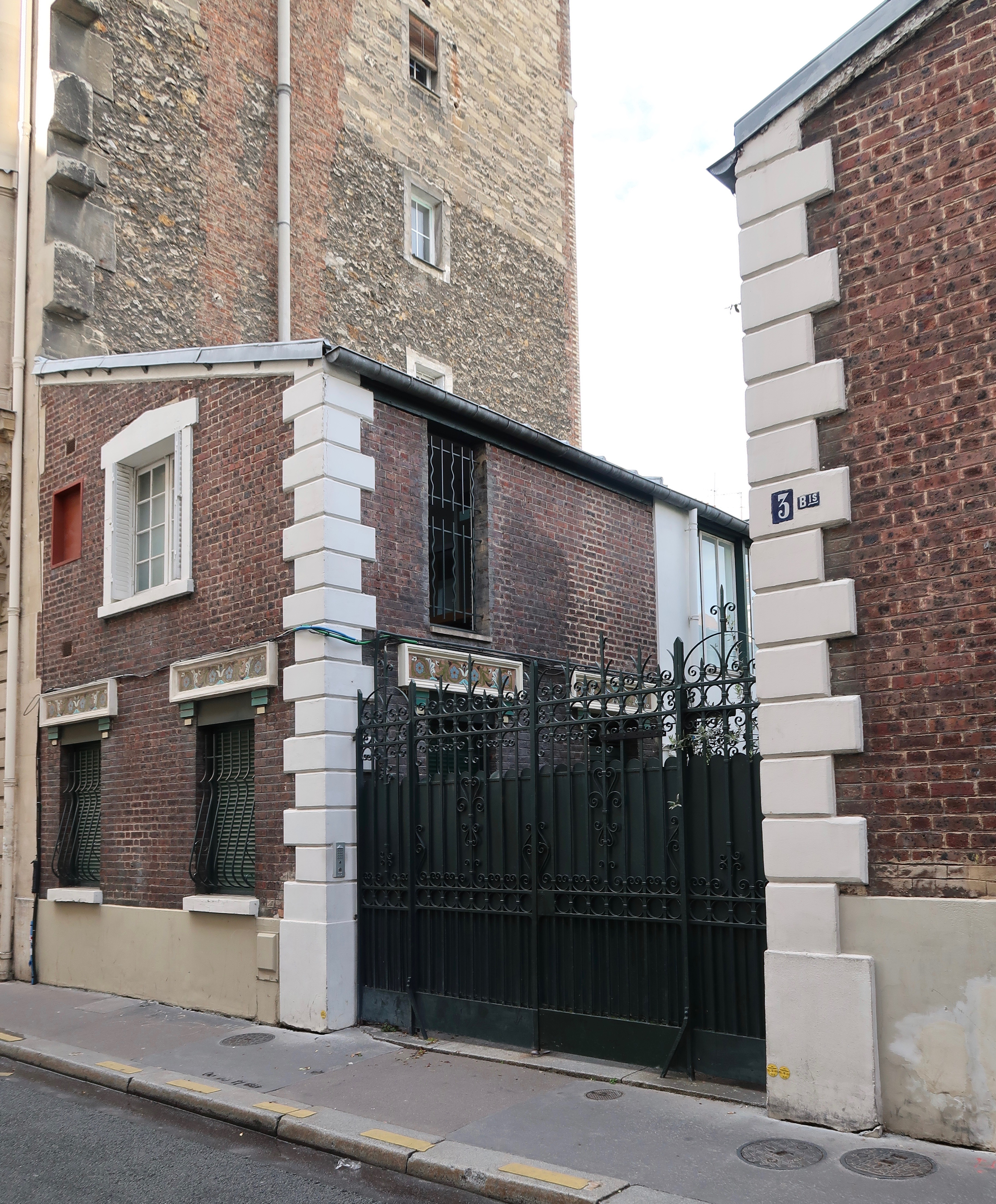
No 3 bis.
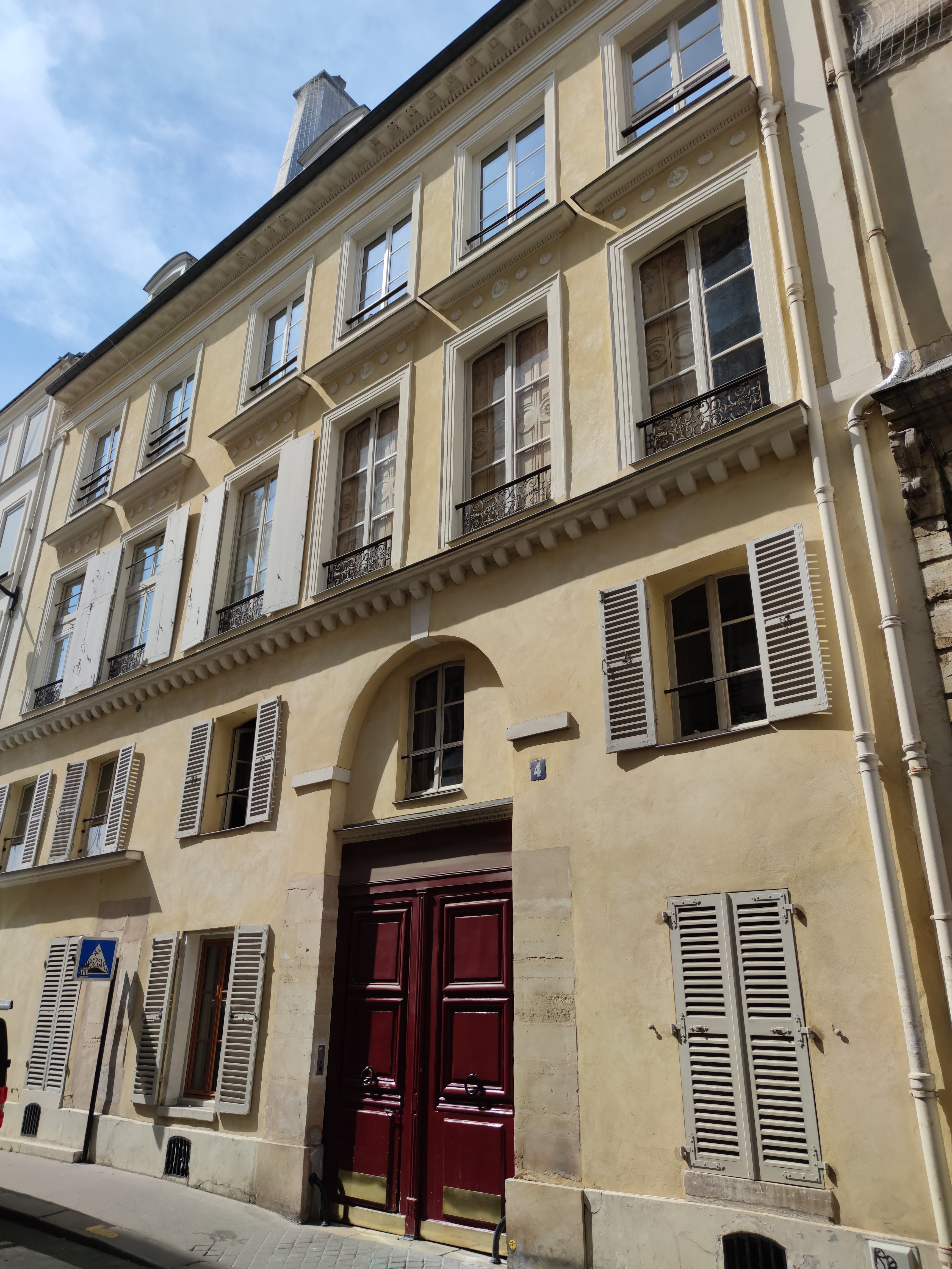
No 4.
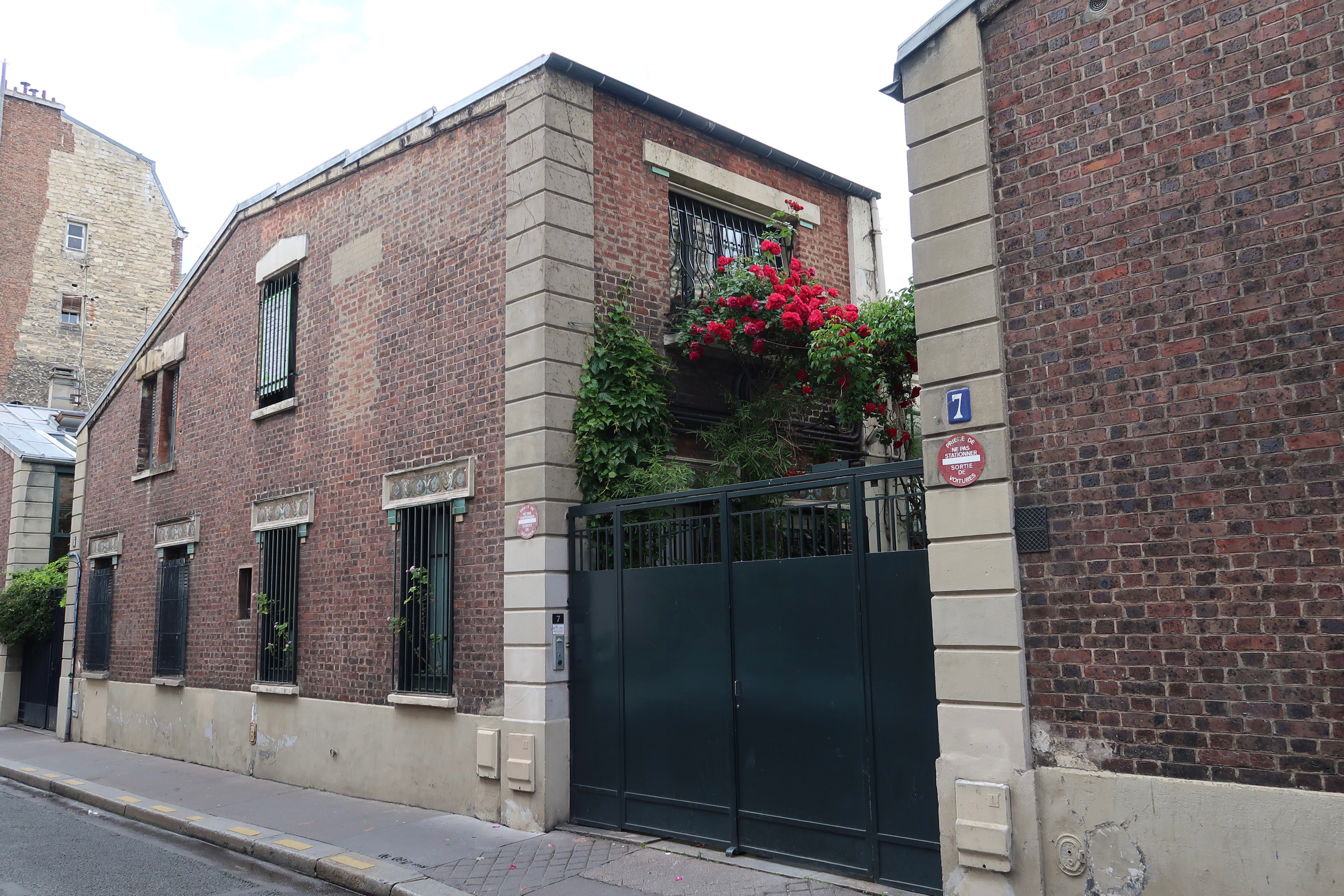
No 7.
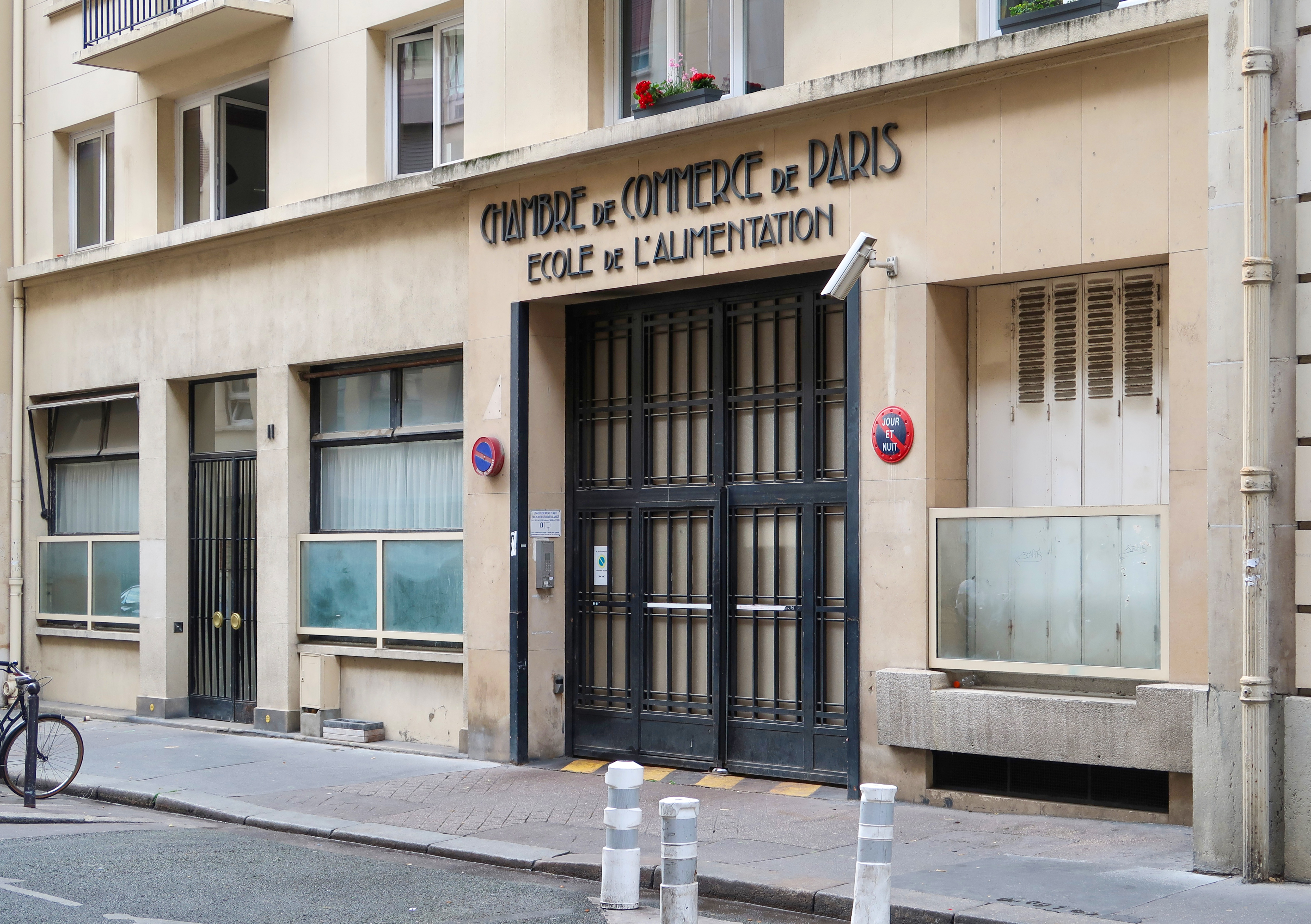
Chambre de commerce de Paris, École de l'alimentation au no 11.